# Pototan
Pototan es el nombre oficial de un municipio de primera categoría  perteneciente a la provincia  de Iloílo  en Bisayas Occidentales.
Según el censo del 2000, tiene 61,206 habitantes.

## Idiomas
El harayo es el idioma principal del municipio. También se habla hiligueino.

## Barangayes
Pototan se subdivide administrativamente en 50 barangayes.
| - Abangay - Amamaros - Bagacay - Barasan - Batuan - Bongco - Cahaguichican - Callan - Cansilayan - Casalsagan - Cato-ogan - Cau-ayan - Culob - Danao - Dapitan - Dawis - Dongsol | - Fundación - Guinacas - Guibuangan - Igang - Intaluan - Iwa Ilaud - Iwa Ilaya - Jamabalud - Jebioc - Lay-Ahan - Primitivo Ledesma Ward (Población) - López Jaena Ward (Población) - Lumbo - Macatol - Malusgod - Naslo - Nabitasan | - Naga - Nanga - Pajo - Palanguia - Fernando Parcon Ward (Población) - Pitogo - Polot-an - Purog - Rumbang - San Jose Ward (Población) - Sinuagan - Tuburan - Tumcon Ilaya - Tumcon Ilaud - Ubang - Zarrague |

## Historia
El 9 de septiembre de  1968 los barrios Abat, Agmanaphao, Amiroy, Badiangan, Bangac, Cabalabaguan, Capul-an, Dala, Guibuangan Mina, Janipa-an West, Mina East, Mina West, Nasirum, Naumuan, Talibong Grande, Talibong Pequeño, Singay, Tipolo, Tolabucan, Tumay, y Yugot se segregan del municipio de Pototan para formar el nuevo ayuntamiento de Mina, cuya sede será el barrio de  Mina.